# مندولا
المندولا (الولايات المتحدة وكندا) أو مندولا التينور (إيرلندا والمملكة المتحدة) هي آلة وترية مقسمة العنق. تمثل للمندولين ما يمثله الكمان الأوسط للكمان: أربع مسارات مزدوجة الأوتار لها نفس حدات الكمان الجهير (دو-صول-ري-لا من الدنيا للعليا) تحت المندولين بخامسة. تعتبر المندولا بالرغم من ندرها حاليا سابقة للمندولين (كلمة مندولين تعني مندولا صغيرة).

## نظرة عامة
قد يكون أصل كلمة مندولا من الباندورا القديمة، وقد تسمى أيضا مندورا، ربما يعود التغيير للتشابه مع الكلمة الإيطالية ل«اللوز». تطورت الآلة من اللوت في تاريخ قديم، وتعتبر أبسط تركيبا وتكلفة صنعها أرخص، لكن تسلسل تطور اكتشاف التسمية في مناطق مختلفة صعب حاليا. تتضمن الآلات المرتبطة تاريخية المندور، المندول، الفندولا (خوان كارليس أمات، 1596)، البندولا، البندورا، البندورينا، الپندورينا، وفي ألمانيا بالقرن 16 الكينتيرن أو الكيتيرنا.

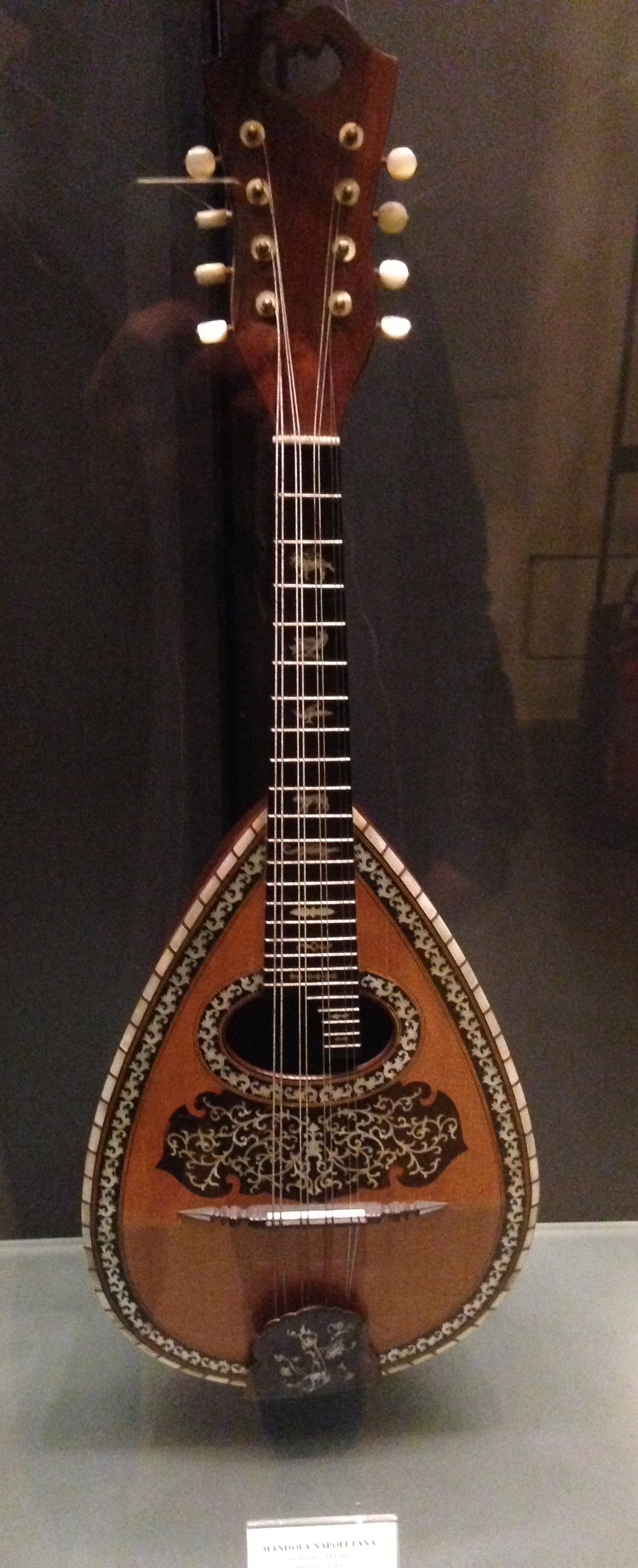
مندولا مقعرة الظهر

لكن آلات أخرى مختلفة بشكل كبير عن المندولا اتخدت اسم هذه الأخيرة أو اسما مشابها لها في أوقات وأماكن متعددة، وقد وضعت أوتار مختلفة للمندولا «الحقيقية» في عدة طرق مختلفة.
تتوفر المندولا على أربع مسارات مزدوجة من أوتار حديدية مضبوطة في يونيسون. يبلغ الطول الذي تغطيه الأوتار 42 سنتيمترا (16,5 إنشات) عادة. تعزف المندولا عادة بواسطة ريشة. تسمح الأوتار المزدوجة بتنفيذ تقنية استمرارية تسمى التريمولاندو، وهي نقر متكرر وسريع للريشة على مسار أوتار واحد.
تستعمل المندولا عادة في موسيقى الفولك وبالتحديد في موسيقى الفولك الإيطالية. تعزف الآلة أحيانا في الموسيقى التقليدية الإيطالية لكن آلات مندولين الأوكتاف والبوزوكي الإيرلندي والسيترن المعاصر تستعمل بشكل أكبر. يقوم بعض الموسيقيين الإيرلنديين أولهم أندي إيرفين بتبديل أوتار مندولا التينور بأوتار مندولين أخف وضبطها بتشكيلة فا-دو-صول-دو (أعلى ببعد واحد من صول-ري-لا-ري بحيث أن لوحة تقسيمات المندولا تزيد بتقسيمين عن المندولين) بينما يستخدم آخرون (أبرزهم براين ماكدوناغ من فرقة Dervish) تشكيلات ضبط بديلة مثل ري-لا-مي-لا. يمكن للمندولا مثل القيقارة أن تكون صوتية أو كهربائية. يقوم Attila the Stockbroker، وهو شاعر بانك وعضو رئيسي في فرقة Barnstormer، باستخدام مندولا كهربائية كآلته الرئيسية. استخدم عازف القيثارة أليكس لايفسون في فرقة Rush أيضا المندولا في عدد من أعماله.
تعزف المندولات أحيانا في أوركسترات المندولين مع أعضاء آخرين من عائلة المندولين: المندولين، المندوتشيلو والمندوبيس. يستعمل مندولين الأوكتاف (يسمى أيضا مندولا الأوكتاف) أيضأ أحيانا.